# James Henry
James Henry (San Antonio (Texas), Estados Unidos, 4 de septiembre de 1948) es un clavadista o saltador de trampolín estadounidense especializado en trampolín de 3 metros, donde consiguió ser medallista de bronce olímpico en 1968.

## Carrera deportiva
En los Juegos Olímpicos de 1968 celebrados en Ciudad de México ganó la medalla de bronce en los saltos desde el trampolín de 3 metros, con una puntuación de 158 puntos, tras su paisano estadounidense Bernard Wrightson (oro con 170 puntos) y el italiano Klaus Dibiasi (plata con 159 puntos).